# Mallophora zottai
Mallophora zottai är en tvåvingeart som beskrevs av Gemignani 1930. Mallophora zottai ingår i släktet Mallophora och familjen rovflugor. Inga underarter finns listade i Catalogue of Life.